# Claude Benezra
Claude Benezra (17 juin 1939 à Casablanca - 20 janvier 1992 à Mont Sainte-Odile) est un chimiste et chercheur français. Pionnier de l'introduction de la chimie dans l'étude de la dermatite de contact allergique, il fonde en 1975 à l'Université Louis-Pasteur de Strasbourg le premier laboratoire de « dermato-chimie », dédié à l'analyse chimique des allergènes de contact et à la compréhension de leur stéréospécificité.

## Biographie
Après des études de chimie, Claude Benezra obtient son doctorat à Strasbourg en 1966. De 1968 à 1975, il travaille à l’Université d'Ottawa (Canada).  
En 1975, il crée à l'Université Louis-Pasteur un laboratoire spécifiquement consacré à la dermato-chimie, orienté vers l’étude des mécanismes chimiques responsables de la sensibilisation cutanée. Ses recherches portent notamment sur la réactivité croisée entre allergènes et sur la relation structure-activité. Il est l’un des premiers à caractériser chimiquement certains allergènes issus de plantes et à proposer des modèles moléculaires de leur fixation sur les protéines cutanées. Son équipe développe aussi des méthodes de synthèse d’haptènes afin de mieux analyser les mécanismes de réaction allergique.  
Il effectue également un séjour comme professeur invité à l'Université de Californie à San Francisco en 1983.  
Membre actif de plusieurs groupes de recherche, dont le Groupe d’études et de recherche en dermato-allergologie (GERDA), l’International Contact Dermatitis Research Group (ICDRG), l’EECDRG et l’ERGECD, il contribue à la diffusion d’une approche multidisciplinaire de la dermatologie. L'Académie des sciences lui décerne en 1986 le prix Jean-Reynaud « pour ses travaux de chimie appliquée à la dermatologie.
Il meurt dans l'accident aérien du Mont Sainte-Odile le 20 janvier 1992. Ses collègues saluent alors « un chercheur passionné qui savait établir des ponts entre chimistes et cliniciens ».

## Publications principales
- Les eczémas allergiques professionnels, avec Jean Foussereau.
- Allergic Contact Dermatitis to Simple Chemicals: Molecular Aspects, 1982.
- Occupational Contact Dermatitis, 1984.
- Plant Contact Dermatitis, 1985, avec Georges Ducombs.
- Textbook of Contact Dermatitis, chap. « Molecular Aspects of Allergic Contact Dermatitis », 1992.
- Mattes H., Hamada K., Benezra C., « Stereospecificity in allergic contact dermatitis to simple substituted methylene lactone derivatives », Journal of Medicinal Chemistry, 1987, 30(11), p. 1939-1946, DOI 10.1021/jm00394a011.
- Lepoittevin J.-P., Benezra C., « Allergic contact dermatitis caused by naturally occurring quinones », Pharmaceutisch Weekblad, 1991, 13(6), p. 300-304, DOI 10.1007/BF01981527.